# Dorel Dorian
Dorel Dorian (1930. május 6. – 2014. november 5.) román tudományos-fantasztikus író, parlamenti képviselő.

## Élete
Az 1996–2000 közti román parlamenti ciklusban az FCER (Federația Comunităților Evreiești din România, Romániai Zsidó Közösségek Szövetsége) bukaresti 41. választókörzetében a román képviselőház tagjává választották, ahol a nemzeti kisebbségek parlamenti képviselőcsoportjában tevékenykedett. A külpolitikával foglalkozó bizottság titkára, az Interparlamentáris Unió román csoportja irányítóbizottságának titkára (1999 februárjától), valamint az Izraellel Fenntartott Barátság Parlamenti Csoportjának (Grupul parlamentar de prietenie cu Statul Israel)  elnöke (1997 februárjától) volt. A 2000–2004 közti román parlamenti ciklusban ugyanebből a politikai formációból választották meg a bukaresti 46. számú választókörzet képviselőjévé, a nemzeti kisebbségek parlamenti csoportjának alelnökévé, a külpolitikai bizottság alelnökévé, a Kanadai-Román Barátság parlamenti csoport tagjává és az Izraellel Fenntartott Barátság Parlamenti Csoportjának elnökévé.  
Irodalmi tevékenységét 1970 és 1990 között fejtette ki. Magyarul egyetlen elbeszélése jelent meg Arheo Vlastia címen a Galaktika 12. számában, 1975-ben. 

## Munkái

### Tanulmánykötet
- Mileniul II, ultimul sfert de oră (1988, Editura Politică)

### Novellák, elbeszélések
- 30 de ani de tăcere (1970)
- Adio, domnule S.H.! (1970)
- Arheo Vlastia (1970)
- Elegie pentru ultimul Barlington (1970)
- Improbabilul Quasifer (1970)
- Îndrăgostiții din Süe-Anmar (1970)
- O anticrimă perfectă (1970)
- Scrisoare deschisă adresată corporației de criminalogie (1970)
- Sfârșitul marelui oracol (1970)
- Totul pe o singură carte (1970)
- Teama (1983)
- Scrisoare deschisă adresată corporației de criminologie privind decesele prin "solo fagot" (1990)

### Antológia
- Ficțiuni pentru revolver și orchestră (1970)[2]

## Fordítás
- Ez a szócikk részben vagy egészben  a   Dorel Dorian című román Wikipédia-szócikk ezen változatának fordításán alapul.  Az eredeti cikk szerkesztőit annak laptörténete sorolja fel. Ez a jelzés csupán a megfogalmazás eredetét és a szerzői jogokat jelzi, nem szolgál a cikkben szereplő információk forrásmegjelöléseként.